# Battaglia di Fort Oswego
La battaglia di Fort Oswego fece parte di una serie di vittorie francesi riportate nel teatro nordamericano della guerra dei sette anni nonostante la vulnerabilità militare della Nuova Francia. Nella settimana del 10 agosto 1756 un gruppo di regolari e milizie canadesi comandato dal generale Montcalm conquistò ed occupò la fortezza britannica di Fort Oswego, situata dove oggi trova Oswego (New York).
Oltre a 1700 prigionieri Montcalm conquistò i 121 cannoni della fortezza. La caduta di Fort Oswego interruppe la presenza britannica sul lago Ontario ed eliminò la minaccia al vicino Fort Frontenac. La battaglia divenne famosa perché dimostrò che la tattica d'assedio tradizionale europea era utilizzabile in America del Nord se svolta su terreno ed in circostanze favorevoli.

## Contesto storico
Dopo l'inizio del conflitto tra coloni francesi e britannici nel 1754 con la battaglia di Jumonville Glen, i due governi inviarono eserciti regolari in America del Nord per conquistare i territori contestati dell'Ohio e di altre zone di confine, compresa la frontiera tra la provincia francese del Canada e quella britannica di New York, una zona situata nell'attuale Upstate New York controllata allora dagli Irochesi. Parte dei progetti britannici per il 1755 comprendevano una spedizione per la conquista di Fort Niagara all'estremità occidentale del lago Ontario. La rotta prevista per questa spedizione seguiva il fiume Oswego fino al lago, con la base principale alla foce del fiume (dove oggi si trova Oswego). Diretto da William Shirley, governatore della provincia della Massachusetts Bay, Fort Oswego fu rinforzato e nel 1755 furono costruiti due forti aggiuntivi, Fort George e Fort Ontario. La spedizione a Fort Niagara non si svolse mai per problemi logistici e le fortificazioni sorte attorno ad Oswego furono rifornite durante l'inverno del 1755–1756.
Nel 1755 i francesi avevano gli unici grandi vascelli che navigavano il lago Ontario e si muovevano liberamente sul lago tra Fort Niagara ad ovest e Fort Frontenac alla confluenza del San Lorenzo. Nel marzo 1756 attaccarono Fort Bull sul Wood Creek. Fort Bull era un deposito chiave per la linea di rifornimenti delle fortezze sull'Oswego, il corso d'acqua che portava fino al Mohawk, e permetteva l'attraversamento dell'Oswego. Nel vittorioso assalto distrussero molte provvigioni dirette alla guarnigione di Oswego e rovinarono il tentativo di Shirley di organizzare una spedizione contro Fort Niagara nel 1756. Per ordine del governatore della Nuova Francia, Pierre de Rigaud de Vaudreuil-Cavagnal, nel maggio del 1756 francesi ed indiani comandati da Louis Coulon de Villiers iniziarono ad attaccare la guarnigione di Oswego da un accampamento situato nella baia di Henderson (a sud dell'odierna Sackett's Harbor).
Il generale Louis-Joseph de Montcalm giunse a Montréal nel maggio 1756 per guidare le truppe francesi. Lui ed il governatore Vaudreuil si presero subito in antipatia, e furono in disaccordo sulle questioni di comando. Per quanto riguarda l'ammassarsi di truppe britanniche a sud del lago Giorgio, Montcalm si recò a Fort Carillon sul lago Champlain per ispezionarne le difese. Nel frattempo Vaudreuil iniziò a riunire le truppe a Fort Frontenac per un eventuale assalto a Oswego. Dopo i positivi resoconti dell'avanguardia, Montcalm e Vaudreuil decisero di fare il tentativo.

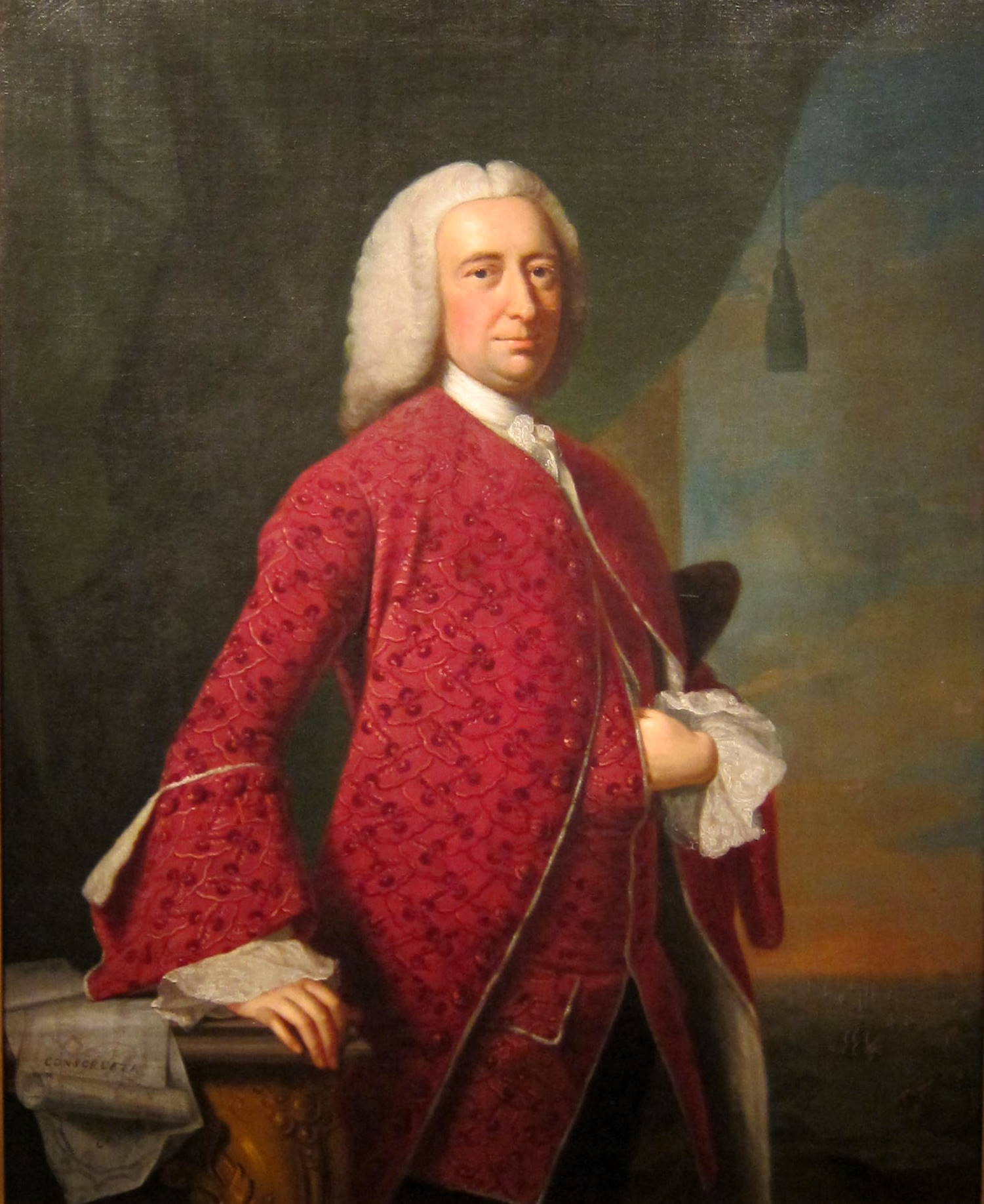
Il governatore del Massachusetts William Shirley

Il governatore Shirley seppe nel marzo 1756 che stava per essere sostituito da John Campbell. Il secondo in comando di Loudoun, il generale James Abercrombie, giunse ad Albany solo alla fine di giugno e Shirley passò l'attesa accumulando scorte ad Oswego in attesa di guidare una spedizione contro le fortezze francesi sul lago Ontario. A giugno William Johnson si recò nel quartier generale Irochese di Onondaga per negoziare il sostegno ai britannici con Irochesi, Shawnee e Delaware, uomini che Shirley sperava di poter utilizzare nella propria spedizione. Shirley assunse anche 2000 "battoemen" armati, uomini con esperienza di navigazione e costruzione di navi. Sotto la guida di John Bradstreet questi uomini rifornirono Oswego a luglio e furono attaccati da un gruppo francese sulla via del ritorno patendo dai 60 ai 70 morti.
Quando Loudoun giunse ad Albany alla fine di luglio annullò immediatamente i piani di Shirley per la spedizione in partenza da Oswego.

### Difese ad Oswego
Il complesso difensivo di Oswego era composto da tre distinte fortezze. Sul lato orientale del fiume Oswego si trovava Fort Ontario, una fortificazione di pali costruita nel 1755 situata su un'altura sopra la foce del fiume. Ospitava 370 soldati del reggimento di Pepperrell ed era ben difesa. Fort Oswego si trovava sulla sponda occidentale del fiume ed aveva una struttura centrale in pietra e argilla circondata da terrapieni a sud ed a ovest, ma esposta a Fort Ontario dall'altra parte del fiume. Fort George (chiamato anche "Fort Rascal"), costruito da poco, era composto da un'incompleta palizzata di legno che mancante anche delle feritoie dalle quali sparare, ed era occupata da 150 milizie del New Jersey. Gli ultimi due non davano molto rifugio alle guarnigioni occupanti ed ospitavano solo pochi cannoni.
Buona parte dei due reggimenti del Massachusetts, comandanti dal colonnello James Mercer del reggimento di Pepperrell, avevano passato qui l'inverno ed avevano patito per la carenza di rifornimenti, soprattutto di cibo. Molti uomini erano morti durante l'inverno per malattie quali lo scorbuto, e c'erano accese discussioni sull'ipotesi di abbandonare la fortezza. Nonostante la guarnigione contasse in tutto 2000 uomini, meno di 1200 erano in grado di svolgere il proprio compito.

### Approccio francese
Montcalm partì da Carillon il 16 luglio sotto la guida di Francis de Gaston, Chevalier de Levis e raggiunse Montreal tre giorni dopo. Due giorni dopo partì per Fort Frontenac, dove le truppe francesi si stavano unendo a numerosi indiani. Tra i francesi c'erano battaglioni dei reggimenti La Sarre, Guyenne e Béarn, marinai e milizie coloniali, mentre i circa 250 indiani giunsero da tutti i territori della Nuova Francia. La dimensione totale delle forze fu di 3000 uomini. Il fratello del governatore, François-Pierre de Rigaud, portò un'avanguardia di 700 uomini ad unirsi a Villiers a Sackett Harbor prima della partenza del gruppo principale il 4 agosto. Attraversando di notte in quella che oggi è chiamata Wolfe Island, l'avanguardia vi passò la giornata prima di attraversare di notte fino a Sackett's Harbor. L'8 agosto l'intero esercito vi si riunì e partì il giorno dopo per Oswego.
Il 9 agosto le truppe di Rigaud e Villiers marciarono via terra verso Oswego, mentre Montcalm ed i soldati rimasti si avvicinarono alla costa sulle navi, sbarcando circa 3 km ad est di Fort Ontario la mattina del 10 agosto. L'azione furtiva ebbe successo ed i britannici non li scoprirono finché una piccola barca di pattugliamento li incrociò il mattino dopo. Le grandi navi mandate dagli inglesi furono spazzate via dall'artiglieria francese.

## Battaglia
Il geniere di Montcalm studiò le difese britanniche, accompagnato da altri ufficiali e da un gruppo di indiani. Uno degli indiani, ansioso di ottenere uno scalpo, scambiò il geniere per un soldato britannico e gli sparò uccidendolo. Montcalm chiese a Pierre Pouchot di continuare il lavoro per capire come assediare le posizioni britanniche.

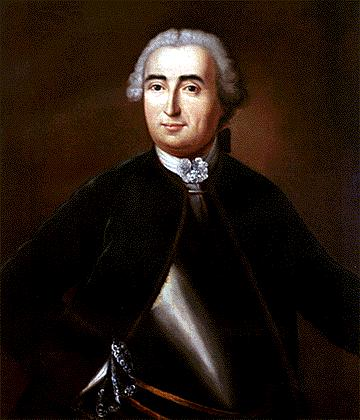
Generale Louis-Joseph de Montcalm

La notte dell'11–12 agosto i francesi scavarono le trincee per l'assedio ed iniziarono a lavorare su Fort Ontario. I difensori si scambiarono cannonate con i coloni francesi e gli indiani fino alla sera del 13 agosto quando, forse per ordine di Mercer, abbandonarono la fortezza prima ancora che le trincee avessero raggiunto l'obiettivo.
Capitalizzando la cosa Montcalm occupò la fortezza ed iniziò la costruzione di batterie sul lato occidentale dell'altura, da dove avrebbero potuto raggiungere il lato orientale esposto di Fort Oswego. Lavorando velocemente i francesi posero nove cannoni prima del mattino del 14 agosto. Quando aprirono il fuoco su Fort Oswego le mura crollarono. La guarnigione, i cui cannoni erano tutti diretti dalla parte opposta (non aspettandosi fuoco nemico da quella direzione), girò i cannoni e risposero al fuoco francese. Montcalm aveva ordinato a Rigaud di portare alcuni uomini oltre il fiume a monte delle fortificazioni, giungendo sul lato opposto di Fort Oswego mentre il colonnello Mercer veniva colpito da una granata francese. Dopo un breve consiglio il colonnello John Littlehales, che aveva ereditato il comando da Mercer, issò la bandiera bianca.

## Conseguenze

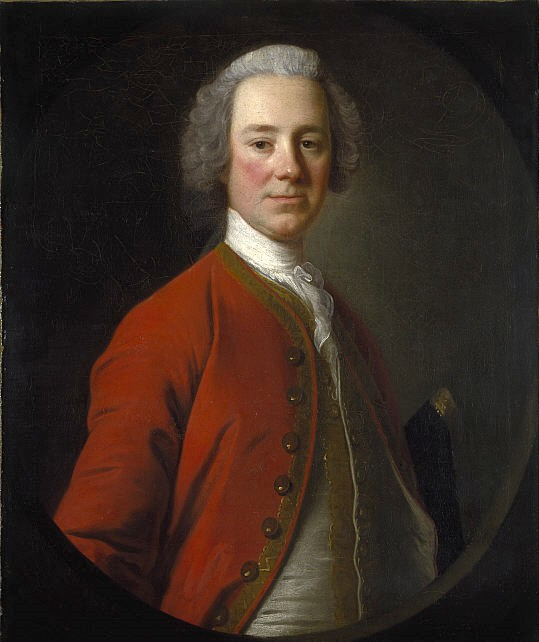
John Campbell, IV conte di Loudoun

I britannici si arresero con circa 1700 uomini, compresi operai, costruttori di navi, donne e bambini. Quando la fortezza fu aperta alle milizie canadesi ed agli indiani, questi sciamarono dentro ed iniziarono a saccheggiare, aprendo i barili di rum ed ubriacandosi. Nella confusione alcuni britannici riuscirono a fuggire e furono presi ed uccisi con i tomahawk da francesi ed indiani ubriachi. Il colonnello Littlehales fu preso da un gruppo di Abenachi e percosso in quanto "era un vigliacco e si era comportato male". Il generale Montcalm, scosso dal comportamento dei suoi uomini, riuscì ad evitare altre uccisioni nonostante abbia poi ammesso che "costò al re otto o dieci mila livree in regali". Ordinò poi la distruzione di tutti i rifornimenti che non potevano essere presi dai francesi, oltre che delle barche in costruzione, dopodiché l'intera compagnia, compresi i prigionieri, si trasferirono a Montréal.
Il 12 agosto Loudoun mandò rinforzi del 44º fanteria e dei battoemen di Bradstreet verso Oswego. Quando le truppe raggiunsero l'Oneida Carry seppero che Oswego era caduta. Dopo aver distrutto le fortificazioni si ritirarono a German Flatts, dove Loudoun ordinò di restare per evitare ulteriori avanzate francesi. Loudoun si impegnò nei mesi seguenti per far ricadere la colpa su William Shirley. Fu assolto da ogni colpa da una corte inquisitoria, ma furono evidenziate molte irregolarità. I legami politici di Shirley a Londra gli permisero di ottenere altri importanti incarichi nel resto della sua carriera.
Oswego rimase abbandonata fino al 1758, quando i britannici rioccuparono la zona e Bradstreet guidò una spedizione che conquistò e distrusse Fort Frontenac. Fu usato di nuovo nel 1759 come punto di partenza per la vittoriosa spedizione contro Fort Niagara, e nel 1760 dall'esercito di Jeffrey Amherst per avvicinarsi a Montreal.